# Нижняя Кельчема
Нижняя Кельчема — река в России, течёт по территории Лешуконского района Архангельской области. Правая составляющая реки Кельчема. Длина реки составляет 14 км.

## Данные водного реестра
По данным государственного водного реестра России относится к Двинско-Печорскому бассейновому округу, водохозяйственный участок реки — Мезень от водомерного поста деревни Малонисогорская и до устья. Речной бассейн реки — Мезень.
Код объекта в государственном водном реестре — 03030000212103000048760.